# (31) Eufrósine
(31) Eufrósine es un asteroide perteneciente al cinturón de asteroides descubierto el 1 de septiembre de 1854 por James Ferguson desde el Observatorio Naval de los Estados Unidos en Washington. Está nombrado por Eufrósine, una diosa menor de la mitología griega.

## Características orbitales
Eufrósine está situado a una distancia media del Sol de 3,155 ua, pudiendo alejarse hasta 3,856 ua y acercarse hasta 2,455 ua. Tiene una inclinación orbital de 26,31° y una excentricidad de 0,222. Emplea 2047 días en completar una órbita alrededor del Sol.